# 伊莎貝爾·克拉拉·歐亨妮亞
伊莎貝爾·克拉拉·歐亨妮亞（西班牙語：Isabel Clara Eugenia，1566年8月12日—1633年12月1日），哈布斯堡尼德蘭總督，西班牙國王費利佩二世的長女。
1598年，費利佩二世將尼德蘭交給神聖羅馬皇帝魯道夫二世的弟弟阿爾布雷希特統治，隔年伊莎貝爾和阿爾布雷希特結婚。兩人沒有子女。1633年，伊莎貝爾於布魯塞爾去世，享年67歲。伊莎貝爾的姪子費爾南多在她去世後接管尼德蘭總督。